# تريفور هاريس
تريفور هاريس (بالإنجليزية: Trevor Harris)‏ (6 فبراير 1936 بكولشيستر في المملكة المتحدة - ) هو لاعب كرة قدم بريطاني في مركز نصف الجناح. لعب مع كولتشستر يونايتد ونادي تشيلمسفورد.